# Mezivládní vědecko-politická platforma pro biologickou rozmanitost a ekosystémové služby
Mezivládní vědecko-politická platforma pro biologickou rozmanitost a ekosystémové služby (anglicky The Intergovernmental Science-Policy Platform on Biodiversity and Ecosystem Services, francouzsky Plateforme intergouvernementale sur la biodiversité et les services écosystémiques, zkr. IPBES) je nezávislý mezivládní orgán, který byl zřízen státy s cílem posílit propojení vědy a politiky v oblasti biologické rozmanitosti a ekosystémových služeb pro zachování a udržitelné využívání biologické rozmanitosti, dlouhodobý blahobyt lidí a udržitelný rozvoj. Byl založen 21. dubna 2012 v Panamě 94 vládami.  Nejedná se o orgán Organizace spojených národů.  Na žádost plenárního zasedání IPBES a s pověřením Řídící rady UNEP v roce 2013 však Program OSN pro životní prostředí (UNEP) poskytuje IPBES služby sekretariátu. jeho sekretariát sídlí v německém Bonnu. Předsedou platformy je David Obura. IPBES měla ke dni 14. 12. 2024 celkem 147 členských zemí, patří mezi ně i Česká republika. IPBES je obdobou klimatického panelu IPCC.

## Založení a raný vývoj
V roce 2010 byla rezoluce 65. zasedání Valného shromáždění OSN vyzvána Programem OSN pro životní prostředí ke svolání plenárního zasedání k založení IPBES. V roce 2013 byl přijat počáteční koncepční rámec pro budoucí plenární zasedání IPBES.

## Globální hodnotící zpráva o biologické rozmanitosti a ekosystémových službách(2019)
Ve dnech 29. dubna až 4. května 2019 se v Paříži (Francie) sešli zástupci 132 členů IPBES, aby obdrželi úplnou zprávu IPBES a přijali její shrnutí pro tvůrce politik. Dne 6. května 2019 bylo 40stránkové shrnutí zveřejněno, celkově má Globální hodnotící zpráva o biologické rozmanitosti a ekosystémových službách  kolem 1 800 stran. Zpráva hodnotí stav světové populace rostlin a živočichů, a říká, že během několika desítek let hrozí vyhynutí 1 milionu druhů a celá čtvrtina druhů je ohrožená. Zpráva konstatuje, že se globální lidská populace od roku 1970 více než zdvojnásobila (z 3,7 miliardy na 7,6 miliardy) a hrubý domácí produkt na obyvatele se čtyřikrát zvýšil. Spotřeba lidstva tedy klade vyšší nároky mj. na zemědělskou produkci a rybolov, které rostou na úkor neporušených ekosystémů. V tropických oblastech bylo mezi lety 1980 a 2000 pokáceno 100 milionů hektarů lesa. Průměrný výskyt původních druhů v jejich lokalitách klesl od roku 1900 nejméně o pětinu, zatímco výskyt nepůvodních invazivních druhů ve 21 zemích od roku 1970 vzrostl přibližně o 70 %.
Na zpracování zprávy se po tři roky podílelo více než 450 odborníků z 50 zemí. Mezi nimi byl i český profesor Pavel Kindlmann z Přírodovědecké fakulty Univerzity Karlovy a z Ústavu výzkumu globální změny AV ČR.

## Zpráva za rok 2020
29. října 2020 vydala platforma prostřednictvím Zenodo předběžnou zprávu o svém workshopu, který se konal prakticky ve dnech 27.-31. července 2020, v níž navrhuje plán mezinárodní spolupráce ke snížení rizik pandemií. Cílem organizace je snížit četnost a závažnost pandemií prostřednictvím provádění celosvětových politik. Dne 7. listopadu 2020 zveřejnil časopis Medical News Today článek o této zprávě, který vysvětluje informace v ní obsažené.

Přínos přírody pro lidi (NCP): Mapování 18 kategorií NCP používaných v hodnoceních IPBES podle skupin

## Přínos přírody pro lidi
IPBES navrhl nový termín pro ekosystémové služby a nazval je „Přínosy přírody lidem“ (NCP). Tato změna se okamžitě setkala s námitkami některých vědců, kteří se obávali, že nový termín bude matoucí a že NCP se od ekosystémových služeb výrazně neliší.

## Zpráva z roku 2021 s IPCC
V červnu 2021 vydaly IPBES a IPCC společně sponzorovanou zprávu ze semináře o biologické rozmanitosti a změně klimatu. Z workshopu vzešla souhrnná zpráva zahrnující výsledky a 250 stránková vědecká výsledná zpráva.

## Ocenění

### Gulbenkianova cena za humanitu v roce 2022
V říjnu 2022 si IPBES a IPCC rozdělily Gulbenkianovu cenu za lidskost, protože obě mezivládní organizace „produkují vědecké poznatky, upozorňují společnost a informují rozhodující činitele, aby se mohli lépe rozhodovat v boji proti změně klimatu a ztrátě biologické rozmanitosti“.